# Молтон (Айова)
Молтон (англ. Moulton) — місто (англ. city) в США, в окрузі Аппанус штату Айова. Населення — 607 осіб (2020).

## Географія
Молтон розташований за координатами 40°41′7″ пн. ш. 92°40′35″ зх. д. / 40.68528° пн. ш. 92.67639° зх. д. (40.685408, -92.676524).  За даними Бюро перепису населення США в 2010 році місто мало площу 2,61 км², уся площа — суходіл.

## Демографія
Згідно з переписом 2010 року, у місті мешкало 605 осіб у 264 домогосподарствах у складі 164 родин. Густота населення становила 232 особи/км².  Було 312 помешкання (119/км²).
Расовий склад населення:
| - 98,3 % — білих - 0,3 % — корінних американців |

До двох чи більше рас належало 0,8 %. Частка іспаномовних становила 0,8 % від усіх жителів.
За віковим діапазоном населення розподілялося таким чином: 26,1 % — особи молодші 18 років, 51,9 % — особи у віці 18—64 років, 22,0 % — особи у віці 65 років та старші. Медіана віку мешканця становила 42,7 року. На 100 осіб жіночої статі у місті припадало 92,1 чоловіків;  на 100 жінок у віці від 18 років та старших — 95,2 чоловіків також старших 18 років.
Середній дохід на одне домашнє господарство  становив 37 617 доларів США (медіана — 32 083), а середній дохід на одну сім'ю — 42 228 доларів (медіана — 33 929). За межею бідності перебувало 35,5 % осіб, у тому числі 62,9 % дітей у віці до 18 років та 20,3 % осіб у віці 65 років та старших.
Цивільне працевлаштоване населення становило 203 особи. Основні галузі зайнятості: виробництво — 29,1 %, освіта, охорона здоров'я та соціальна допомога — 25,1 %, будівництво — 11,3 %, роздрібна торгівля — 9,9 %.